# Orbamia pauperata
Orbamia pauperata är en fjärilsart som beskrevs av Claude Herbulot 1966. Orbamia pauperata ingår i släktet Orbamia och familjen mätare. Inga underarter finns listade i Catalogue of Life.